# Rostrenen
Rostrenen település Franciaországban, Côtes-d’Armor megyében. Lakosainak száma 3282 fő (2022. január 1.). Rostrenen Glomel, Plouguernével, Mellionnec és Kergrist-Moëlou községekkel határos.

## Népesség
A település népessége az elmúlt években az alábbi módon változott:
| Lakosok száma | 2083 | 3868 | 3664 | 3397 | 3272 | 3408 | 3060 | 3056 | 3132 | 3282 |
|               | 1968 | 1982 | 1990 | 2006 | 2011 | 2016 | 2017 | 2019 | 2020 | 2022 |